# Földi mágneses mező

Gömb mágneses mezeje

A földi mágneses mező (és a felszíni mágneses mező) egy mágneses dipólus, melynek északi mágneses pólusa a földrajzi Északi-sark közelében, a déli mágneses pólusa a földrajzi Déli-sark közelében található. A mágneses pólusokat összekötő képzeletbeli tengely nagyjából 11,3°-kal tér el a bolygó forgástengelyétől. A mező több tízezer km-re terjed ki a világűrbe, ezt magnetoszférának nevezzük.
A mágneses mező valószínű oka a Föld belső szerkezetében működő dinamó-mechanizmus. A dinamó-mechanizmus lényege, hogy a Föld belsejében lévő olvadt vasból és nikkelből álló külső mag áramlásai révén örvényáramok keletkeznek, az örvényáramok pedig kiterjedt mágneses teret gerjesztenek. A mágneses tér irányultsága a mágneses déltől a mágneses észak felé mutat, ez lényegében azonos a mágneses tér ún. áramlási irányával.

## Mágneses sarkok
A mágneses sarkok helyzete nem állandó, évente átlagosan 15 km-nyit mozdulnak el, véletlenszerűnek tűnő irányba és mértékben, ezt régebbi térkép használatakor figyelembe kell venni. A földi mező változtatja méretét és helyzetét. A két pólus egymástól függetlenül vándorol és nem feltétlenül a földgömb két ellentétes pontján találhatók. 2006-ban a déli pólus távolabb volt a Déli-sarktól, mint az északi pólus az Északi-sarktól.
A mágneses sarkok helyzete:
| Pólus                | 2001             | 2004 (becsült)   | 2005             | 2010             |
| -------------------- | ---------------- | ---------------- | ---------------- | ---------------- |
| Északi mágneses sark | 81,3°É, 110,8°Ny | 82,3°É, 113,4°Ny | 83,1°É, 117,8°Ny | 85,0°É, 132,6°Ny |
| Déli mágneses sark   | 64,6°D, 138,5°K  | 63,5°D, 138,0°K  | 64,5°D, 137,8°K  | 64,4°D, 137,3°K  |

## Mérése
A mágneses tér létezésére biztonsággal utal az a tény, hogy valamely szabadon felfüggesztett mágneses test (például iránytű) a Föld bármely pontján Észak-Dél irányba áll be. A paraméterek a helytől és időtől is függnek, az ötévenként megszerkesztett mágneses térképek az egyenlő elhajlási (izogon), ill. lehajlási (izoklin) vonalakat tüntetik fel. A 90 fok lehajlással jellemzett mágneses pólusok nem esnek egybe a földrajzi pólusokkal.
Mindezek a paraméterek hosszú periódusú szabályos változásokat, valamint véletlenszerű változásokat (mágneses viharokat) mutatnak. A mágneses tér lokális rendellenességei (mágneses anomália) felszín alatti kőzetekre, érctelepekre utalnak.
Alkotói:
- mágneses elhajlás
- mágneses lehajlás
- vízszintes ható
- függőleges ható
- teljes térerősség.

Ezeket teodolittal, iránytűvel, magnetométerrel vagy indukciós módszerekkel határozzák meg.

## Keletkezése
A külső mag folyékony anyagát a belső hő áramlásra kényszeríti, ami kiegészül még a Coriolis-erővel, ami erősíti az áramlást. Ez az áramlás bolygóméretű dinamóként működik és óriási mágneses mezőt gerjeszt. A szilárd belső mag nem vesz részt az erő gerjesztésében, vagy fenntartásában, viszont a stabilizálásában fő szerepet játszik.
Osztrák kutatók szerint ha a földmag kizárólag vasból állna, az elektronok a vasban viszonylag szabadon mozognak, így a meleget elszállítanák a magból, nem lenne szükség a konvekciós áramlatokra. Ha így lenne, a Földnek nem lenne mágneses tere.
A nikkel nagy nyomás alatt másképp viselkedik, mint a vas, jóval gyakoribb benne az úgynevezett elektronszóródás, mint a vasban, ebből következik, hogy a nikkel és így a földmag hővezető képessége is sokkal gyengébb, mint a vasé.
A nikkel nagy aránya miatt a forró mag hője nem tudna a földfelszín felé mozogni, ha csak az elektronok mozgására lenne utalva. Ennek eredményeképpen konvekciós áramlatok jönnek létre, melyek végül a Föld mágnesességét létrehozzák.

## A mágneses mező változásai

Az északi pólus évenkénti vándorlása. 2015-re kb. 50 km/év sebességgel mozog, emiatt az éves mérési pontok elkülönülnek.

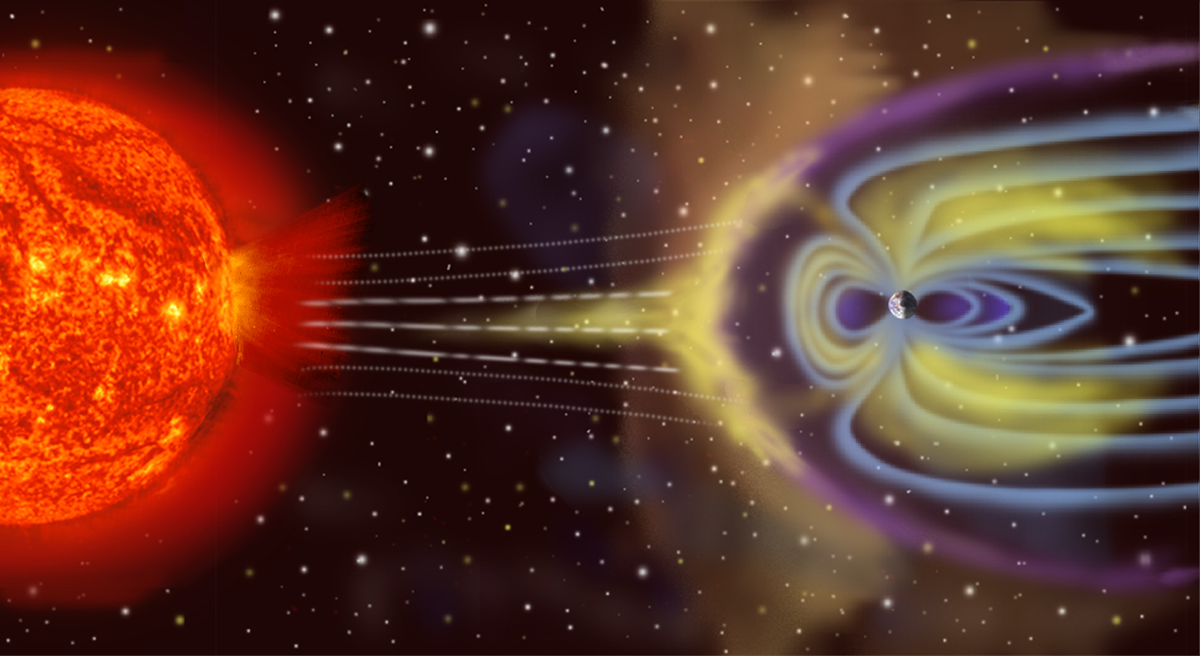
A magnetoszféra megvédi a Föld felszínét a napszél töltött részecskéitől. A Nappal szembeni oldalon összenyomódik az érkező részecskék hatására, a túloldalon pedig elnyúlik

A mágneses mező erőssége a Föld felszínén legkevesebb 30 mikrotesla (0,3 gauss) Dél-Amerika és Dél-Afrika egyes részein, legtöbb 60 mikrotesla (0,6 gauss) a mágneses sarkok körül, Észak-Kanadában, Ausztrália déli részén és Szibériában.
2003 októberében a Föld mágneses terét egy hatalmas napkitörés részecskehulláma érte el, amely intenzív geomágneses vihart idézett elő és szokatlan sarki fényt okozott.
A National Geographic Online 2005. január 31-i cikke szerint a Dél-Atlanti Anomália területén a mágneses mező védőpajzsa az átlagosnál gyengébb. Ezen régióban még a relatíve alacsonyan szálló műholdak elektronikus berendezéseit is komoly meghibásodás érheti. Részben ezen anomáliával magyarázható, hogy az űrkutatási szakemberek egyre több figyelmet fordítanak bolygónk mágneses mezejére. Az 1999-ben felbocsátott dán mikroműhold, az Ørsted a mágneses, a 2000-es német CHAMP pedig a mágneses és a gravitációs mezővel kapcsolatban végez méréseket. Adataik szerint a veszélyzóna növekszik: az Atlanti-óceán déli részén és Brazílián kívül már az Indiai-óceán déli fele is egyre veszélyesebb a műholdak számára.
A Föld mágneses védőpajzsa rohamosan gyengül. Amikor egy dán-francia kutatócsoport a dán Ørsted 2000-es adatait összehasonlította egy amerikai műhold, a Magsat húsz évvel ezelőtti méréseivel, azt találta, hogy ilyen ütemű gyengülés mellett a védőpajzs ezer éven belül eltűnik. A kutatók jelentős része a múltbéli adatok alapján a gyengülést egy közelgő pólusváltás előjeleként értékeli. Póluscsere átlagosan 200 ezer évente történik bolygónkon, ám a két pólusváltás között eltelt idő széles sávban mozog. A geológiai bizonyítékok szerint a Földön utoljára 780 ezer évvel ezelőtt következett be.
E rejtélyes tendenciák miatt döntött az Európai Űrhivatal is egy, a bolygónk mágneses mezejét vizsgáló program elindítása mellett. A Swarm névre keresztelt küldetés 2009-ben indult útjára. A program során három műholdat lőttek fel, melyek pályája a pólusok felett halad. A Swarm A és a Swarm B műholdak párhuzamosan, egymástól 150 kilométer távolságban, kezdetben 450 kilométerrel a felszín felett vizsgálják a mágneses mező változásait. A műholdak folyamatosan lefelé ereszkedve a küldetés végén már csak 300 kilométer magasságban végeznek méréseket. A harmadik műhold, a Swarm C végig magasabban, körülbelül 500 kilométerre a felszín felett kering. A műholdakat végül 2013 novemberében lőtték fel, 3 hónapon keresztül a pályájukat állítják be, utána indultak a mérések. A műholdak mérései alapján a földi mágneses mező a korábbi változási sebességnél tízszer gyorsabban gyengül, tízévente körülbelül 5 százalékot. Így a mágneses pólusváltás is hamarabb következhet be, legkésőbb 2000 éven belül.

## Pólusváltozások
A hawaii lávaalakzatok vizsgálata alapján arra a következtetésre jutottak, hogy a Föld mágneses tere pólusváltozásokat szenved néhány tízezer évtől néhány millió évig tartó periódusok során, átlagosan 250 000 évenként. A legutóbbi ilyen esemény az ún. Brunhes-Matuyama pólusváltozás volt 780 000 évvel ezelőtt. A pólusváltás időtartama átlagosan 5000 év, de tarthat 1000 vagy 20 000 évig is.
A pólusváltozásokat előidéző mechanizmus még nem ismert. Néhány kutató olyan modellt készített a Föld magjáról, amelyben a mágneses mező nem teljesen stabil és a pólusok spontán módon vándorolhatnak egyik irányból a másikba. Más kutatók szerint a geodinamó először kialszik spontánul, vagy külső hatás következtében (ilyen például egy üstökös becsapódása), majd újraalakul az északi pólussal északon vagy délen. Azonban külső hatás nem lehet a pólusváltozások állandó okozója a becsapódási kráterek kora és a pólusváltozások ideje közötti eltérések miatt. Egy másik elmélet szerint a Föld magja nem vasból épül fel, hanem sokkal sűrűbb elemekből. Az itteni nukleáris reakciók okozzák a mágneses mező változásait.
Mivel a Föld mágneses tere védi a földi élővilágot a világűrből érkező sugárzásokkal szemben, ezért a pólusváltások időtartama alatt az élőlények a mágneses tér megszűnése miatt védtelenné válnak. A múltban történt pólusváltások ideje alatt a régészeti leletek alapján nem történt tömeges fajpusztulás.

## A mágneses mező érzékelése
Az állatok (köztük legismertebbek a madarak és a teknősök) vonulásuk során a Föld mágneses pólusaihoz igazodnak. Német és cseh kutatók szarvasmarha, európai őz és gímszarvas megfigyelésével kimutatták, hogy az állatok legelés és pihenés közben is a mágneses észak-dél irányhoz igazodnak. Az érzékelés mechanizmusa egyelőre nem ismert.

## Külső hivatkozások
1. 1 2  Magnetic North, Geomagnetic and Magnetic Poles
2. ↑  888.hu: A nikkel lehet a kulcsa a Föld egyedi mágneses terének, 2017-07-14
3. ↑  http://www.esa.int/Our_Activities/Observing_the_Earth/Swarm
4. ↑  http://www.origo.hu/tudomany/vilagur/20131202-esa-swarm-muholdak-raja-vizsgalja-a-foldet.html
5. 1 2  Scientific American, October 2014, p. 29
6. ↑  Deutschlander M, Phillips J, Borland S (1999) "The case for light-dependent magnetic orientation in animals" Journal of Experimental Biology 202(8): 891-908
7. ↑  PNAS: Magnetic alignment in grazing and resting cattle and deer (2008-07-17)